# Pavonia lasiopetala
Pavonia lasiopetala là một loài thực vật có hoa trong họ Cẩm quỳ. Loài này được Scheele mô tả khoa học đầu tiên năm 1848.